# Карісса Швайцер
Карісса Швайцер (англ. Karissa Schweizer, нар. 4 травня 1996) — американська легкоатлетка, яка спеціалізується в бігу на середні та довгі дистанції. Рекордсменка світу.
27 лютого 2020 перемогла на змаганнях у приміщенні «Boston University Last Chance Invitational» у Бостоні у бігу на 3000 метрів з новим континентальним рекордом (8.25,70), який дозволив їй піднятись у жіночому рейтингу всіх часів на цій дистанції в приміщенні на 5 місце.
31 липня 2020 на змаганнях «Bowerman TC Intrasquad Meet IV» у Портленді у складі естафетного квартету «Bowerman Track Club» разом із співвітчизницями Еліз Кренні, Коллін Квіглі та Шелбі Гуліган стала співавторкою нового світового рекорду в естафетному бігу 4×1500 метрів (16.27,02), перевершивши попереднє досягнення кенійського квартету (16.33,58), встановлене у 2014.

## Основні міжнародні виступи
| Рік  | Змагання                | Місто | Місце | Дисципліна     | Примітки |
| ---- | ----------------------- | ----- | ----- | -------------- | -------- |
| 2019 | Чемпіонат світу з кросу | Орхус | 56    | дорослий забіг |          |
| 2019 | Чемпіонат світу         | Доха  | 9     | 5000 м         |          |